# Gare de Dannemarie - Velesmes
Ne doit pas être confondu avec Gare de Dannemarie.
La gare de Dannemarie - Velesmes est une gare ferroviaire française de la ligne de Dole-Ville à Belfort, située sur le territoire de la commune de Dannemarie-sur-Crète, proche de Velesmes-Essarts, dans le département du Doubs en région Bourgogne-Franche-Comté.
Halte de la Société nationale des chemins de fer français (SNCF), elle est desservie par des trains du réseau TER Bourgogne-Franche-Comté circulant sur les relations de Dijon-Ville à Besançon-Viotte et à Belfort.

## Situation ferroviaire
Établie à 262 m d'altitude, la halte de Dannemarie - Velesmes est située au point kilométrique (PK) 393.398 de la ligne de Dole-Ville à Belfort, entre les gares de Saint-Vit et Franois.

## Histoire
La ligne Paris - Dijon - Dole est mise en service en 1855 et l'inauguration du nouveau tronçon de Dole à Besançon a lieu le 7 avril 1856.
L'ancien bâtiment voyageurs est devenu la mairie de la commune.

## Fréquentation
La fréquentation de la gare est détaillée dans le tableau ci-dessous :
| Année     | 2015   | 2016   | 2017   | 2018   | 2019   | 2020   | 2021   | 2022   | 2023   |
| --------- | ------ | ------ | ------ | ------ | ------ | ------ | ------ | ------ | ------ |
| Voyageurs | 26 559 | 28 129 | 25 444 | 21 128 | 24 692 | 30 667 | 35 449 | 40 026 | 30 720 |

## Services voyageurs

### Accueil
Halte SNCF, c'est un point d'arrêt non géré à accès libre. L'accès aux quais est situé à côté de l'ancien bâtiment voyageurs. Elle dispose de panneaux d'informations, d'un distributeur de billets régionaux et d'abris de quais.

### Desserte
La halte SNCF est desservie par des trains TER Bourgogne-Franche-Comté de la ligne (Belfort) Besançon-Dole-Dijon (Paris).
La desserte est assurée par le matériel TER utilisé sur cette ligne constitué de Z2, de ZGC, de rames Intercités de la région Bourgogne-Franche-Comté et rames réversibles régionales.

### Intermodalité
Un parc à vélos et un parking pour les véhicules y sont aménagés.

La gare est desservie par la ligne  57  du réseau de transport en commun Ginko.

## Galerie de photographies

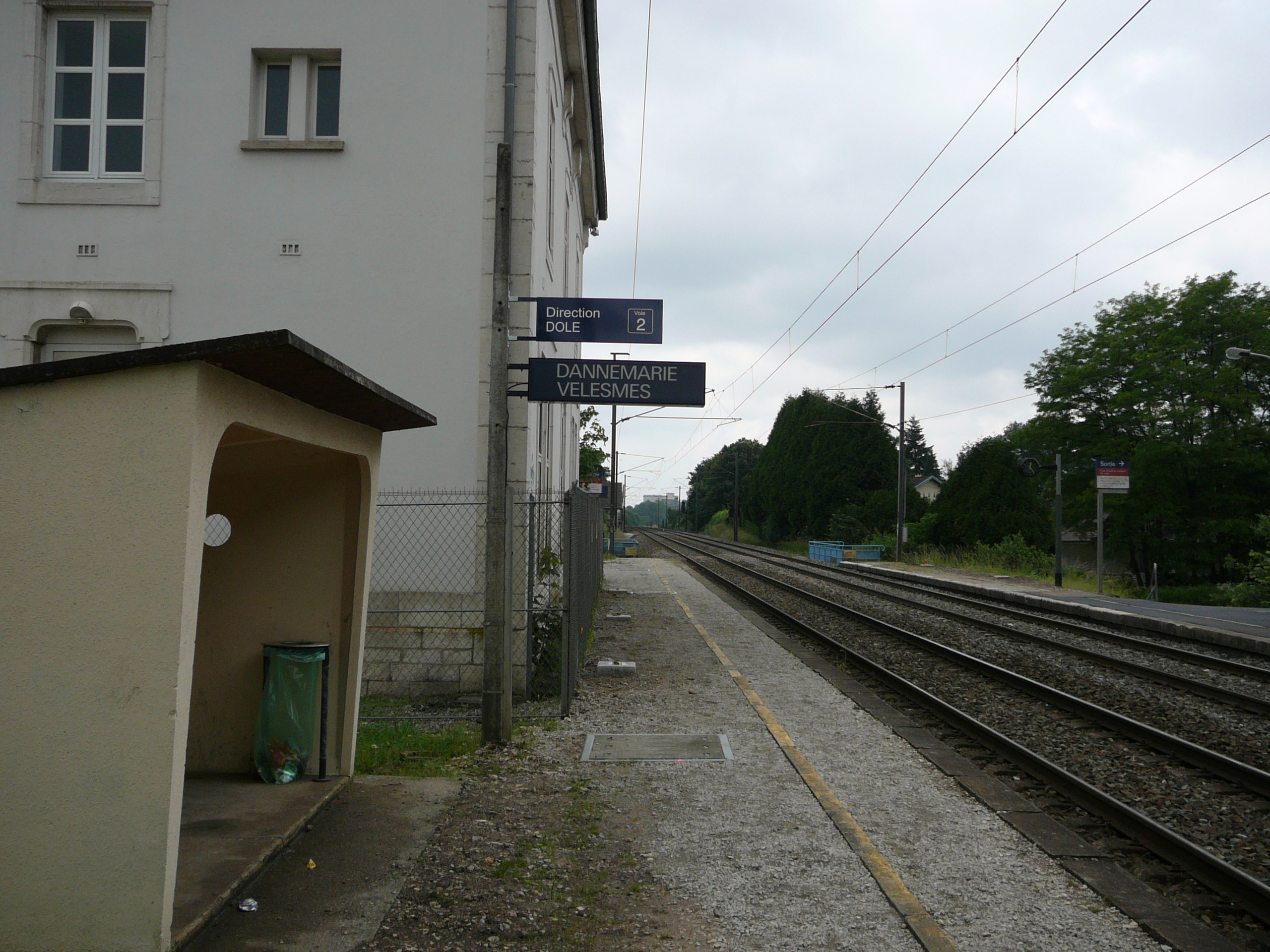
Vue en direction de Dole.
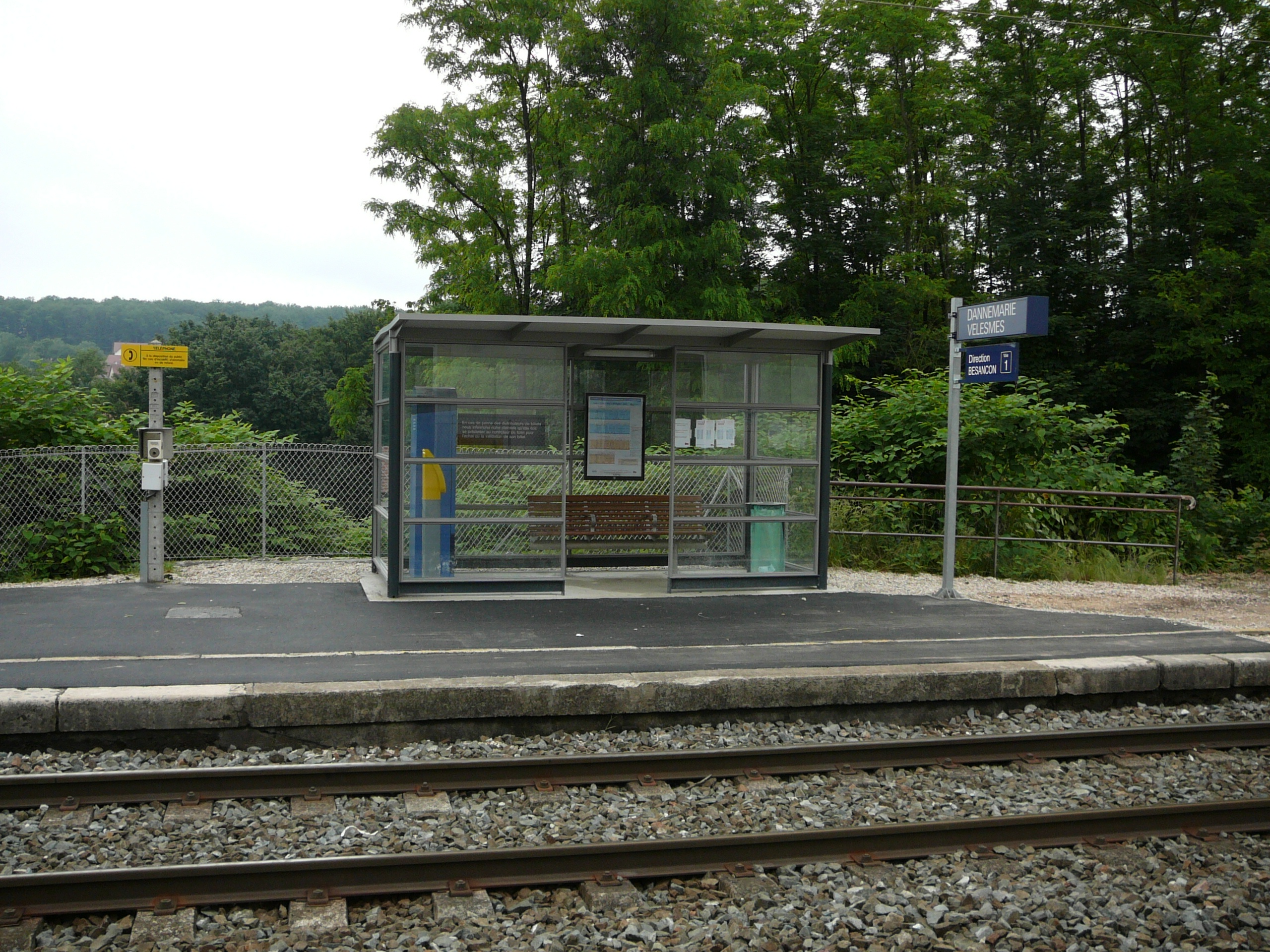
Abri sur le quai pour Besançon.